# Hesselberg (Butzbach)

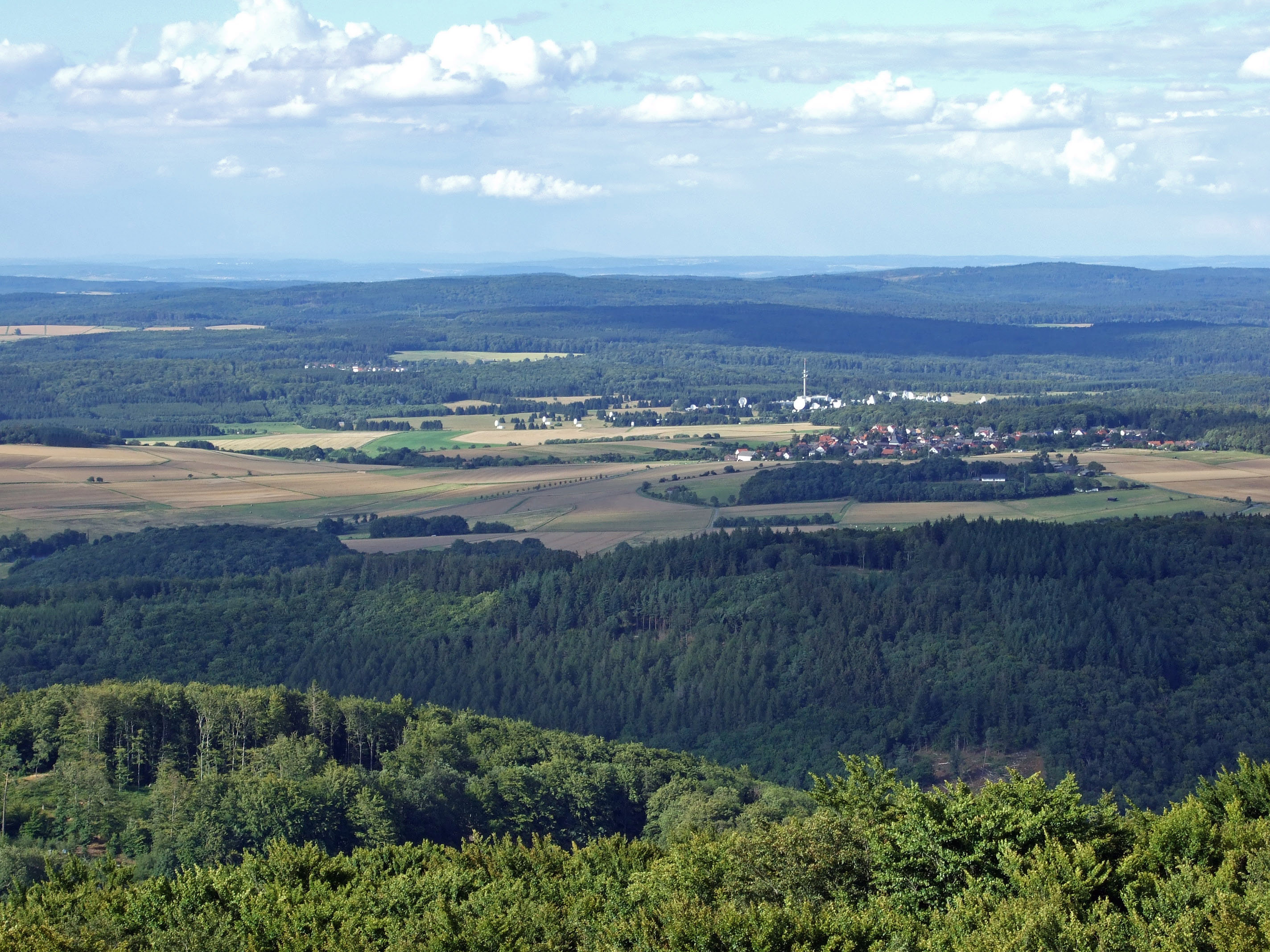
Blick vom Aussichtsturm Pferdskopf nordostwärts über Merzhausen und die Erdfunkstelle Usingen zum Hesselberg (rechts) in den Bodenroder Kuppen

Der Hesselberg im Taunus bei Bodenrod im hessischen Wetteraukreis ist mit etwa 518 m ü. NHN der höchste Berg im Nordosten des Östlichen Hintertaunus.

## Geographie

### Lage
Der bewaldete Hesselberg liegt im Nordosten des Östlichen Hintertaunus im Naturpark Taunus. Im Butzbacher Wald gelegen erhebt sich sein Gipfel 850 m (Luftlinie) ostsüdöstlich der Dorfkirche des Butzbacher Ortsteils Bodenrod. Etwas südwestlich des Gipfels steht ein Sendeturm.

### Naturräumliche Zuordnung
Der Hesselberg gehört in der naturräumlichen Haupteinheitengruppe Taunus (Nr. 30) und in der Haupteinheit Östlicher Hintertaunus (302) zur Untereinheit Bodenroder Kuppen (302.2). Die Landschaft leitet nach Norden in die Untereinheit Wetzlarer Hintertaunus (302.0) über, nach Südwesten fällt sie in die Untereinheit Usinger Becken (302.5) ab und nach Südosten in die Untereinheit Münster-Maibach-Schwelle (302.4).

### Nachbarberge
Zu den Nachbarerhebungen des Hesselbergs gehören sein nördlicher Nachbar Gickel (505,1 m), dessen Nordostausläufer Hainbuchenkopf (492,3 m), der nordnordöstlich davon über eine Scharte zu erreichende Hinterste Kopf (491,1 m), der 2,5 km ostnordöstlich liegende Brüler Berg (424,2 m) und der 1,5 km (je Luftlinie) westsüdwestlich gelegene Donnerskopf (485,2 m).

### Wasserscheide und Fließgewässer
Der Hesselberg liegt auf der Wasserscheide zwischen Lahn und Main, zwei Nebenflüssen des Rheins. Nördlich vorbei verläuft, jenseits vom Gickel, etwa in Ost-West-Richtung in Quellnähe der Oberlauf des in Espa entspringenden Lahn-Zuflusses Solmsbach, der vom westlich der Erhebung von Bodenrod nach Norden fließenden Eichelbach gespeist wird. Östlich verläuft in Quellnähe der Oberlauf des Fauerbachs, und südöstlich entspringt der Forbach-Zufluss Krebsbach; letztlich erreichen deren Wasser durch die Usa und Wetter den Main.

## Verkehrsanbindung
Nördlich vorbei am Hesselberg führt, jenseits vom Gickel, entlang des Solmsbachs zwischen Espa und Weiperfelden die Landesstraße 3053, westlich verläuft zwischen Weiperfelden, Bodenrod und Michelbach die L 3270, und südwestlich vorbei führt von Bodenrod nach Münster die L 3353. Über den Berg führt der Europäische Fernwanderweg E3.